# حمل (سنحان)

تعديل مصدري - تعديل

حمل هي إحدى قرى عزلة الربع الغربي بمديرية سنحان وبني بهلول التابعة لمحافظة صنعاء، بلغ تعداد سكانها 976 نسمة حسب تعداد اليمن لعام 2004.